# Andrena eremobia
Andrena eremobia là một loài Hymenoptera trong họ Andrenidae. Loài này được Guiglia mô tả khoa học năm 1933.